# Famille d'Albignac
La famille d'Albignac est une famille subsistante de la noblesse française, originaire du Rouergue, et qui s'est développée en Rouergue et en Gévaudan.
Elle compte parmi ses membres des officiers généraux, un prélat qui fut député en 1789, mais aussi trois généraux dont l'un fut également député royaliste.

## Histoire
La famille d'Albignac semble originaire du Rouergue. Elle tirerait son nom du château d'Albignac, près du Mur-de-Barrez.
Toutefois, l'historien du Rouergue, Hippolyte de Barrau, s'interrogeait sur une possible origine d'un autre château dit d'Albignac, situé en Vivarais. De même, le généalogiste Paul-Louis Lainé faisait état de nombreux d'Albignac, cités à travers une vaste région qui va du Rouergue au Vivarais, entre les XIIe siècle et XVe siècle, et dont on n'est pas sûr qu'ils représentent plusieurs branches de la même famille.
La famille d'Albignac subsistante aurait prouvé en 1772, puis 1780, selon Cherin, sa filiation depuis 1339. Pierre d'Albignac, marié en 1310[réf. nécessaire] avec Catherine de Castelbouc, dont le fils, Jean-Déodat d'Albignac, seigneur de Mostuéjouls, témoin signataire d'un acte de 1339, épousa, par contrat du 12 janvier 1355 passé à Florac, Justine de Rocheblave, dont il eut Astorg et Aimeric[réf. nécessaire].
François d'Albignac, seigneur du Triadou, de Creissel, de Capluc, et autres terres, né vers 1600, se maria deux fois :
- par contrat du 5 décembre 1628 avec Jeanne de Solages, dame de Peyre
- par contrat du 28 mars 1648 avec Isabeau de Fesc, dame de Sumène

De ces deux mariages se formèrent deux branches, dont l'aînée s'éteignit au XIXe siècle, et dont la cadette est subsistante.
La famille est admise aux honneurs de la Cour en 1774.
Elle est membre de l'association d'entraide de la noblesse française depuis 1944.
Louis Alexandre d'Albignac a été admis au sein de la société des Cincinnati.

## Personnalités
- Louis Alexandre d'Albignac (1739-1825), lieutenant-général d'infanterie (1792), chevalier de la Légion d'honneur (1805), commandeur de Saint-Louis (1814), membre de la société des Cincinnati
- Philippe-François d'Albignac de Castelnau (1742-1814), évêque d'Angoulême (1784-1790), député du clergé aux États généraux de 1789 et à l'Assemblée constituante la même année
- Philippe François Maurice d'Albignac (1775-1824), page du roi Louis XVI, général de brigade puis ministre de la Guerre de Jérôme Bonaparte, roi de Westphalie, qui le fait comte de Riedt, commandeur de Saint-Louis (1820), lieutenant-général (1821)
- Jean-Philippe-Aymar d'Albignac (1782-1823), maréchal de camp (1815), inspecteur général de l'infanterie (1820), gentilhomme ordinaire de la chambre du roi (1821), il commande une brigade (1823), député royaliste du Calvados, grand officier de la Légion d'honneur

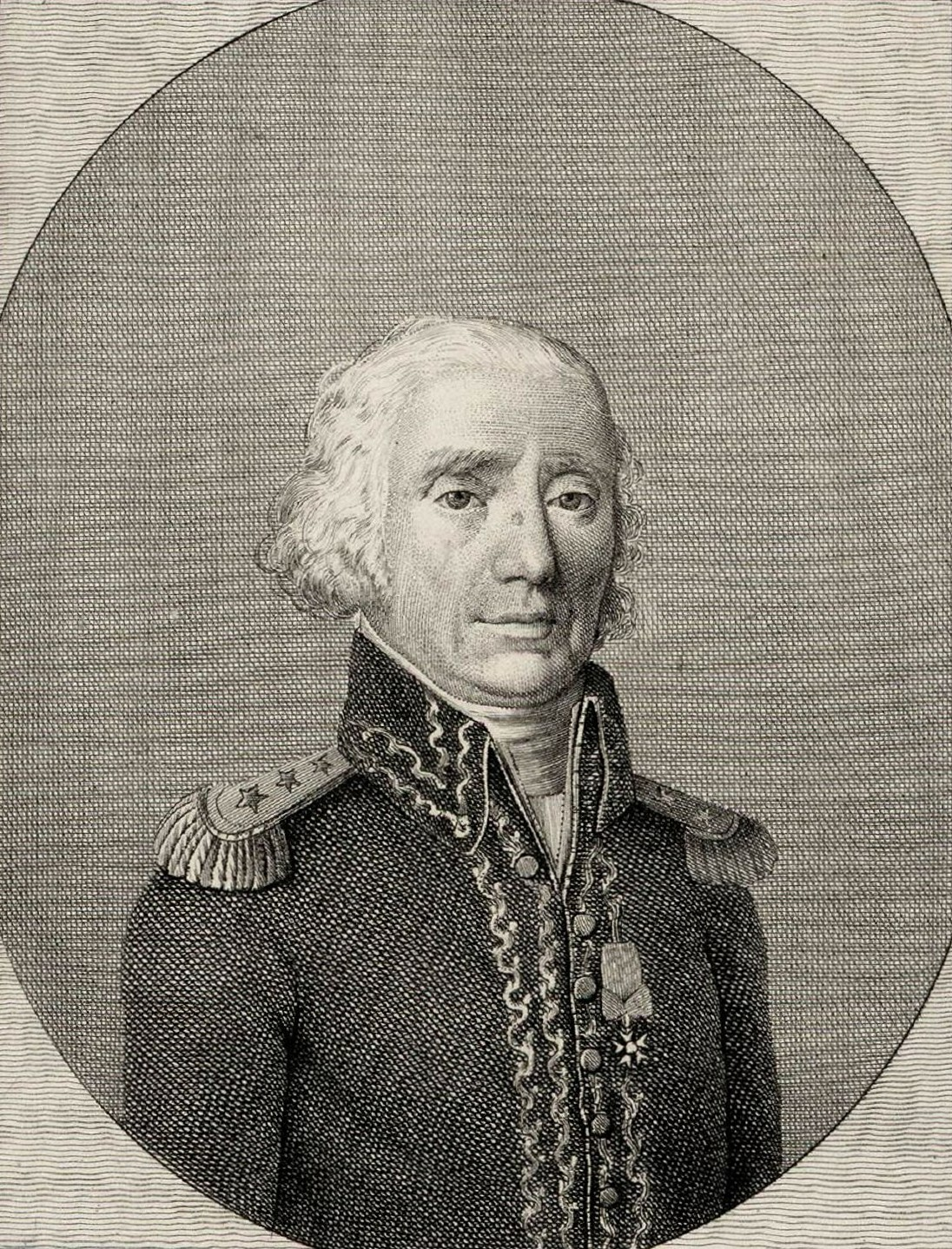
Louis Alexandre d'Albignac (1739-1825)
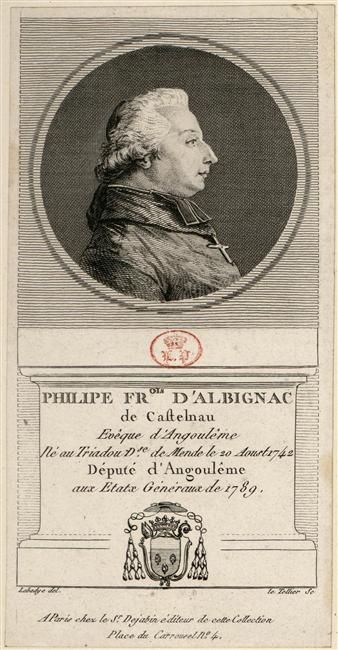
Philippe-François d'Albignac de Castelnau (1742-1814)

## Alliances
Les principales alliances de la famille d'Albignac sont : Rapine du Nozet de Sainte Marie (1869), d'Orfeuille (1899), etc.